# Tränenherz
Tränenherz è il settimo album in studio del gruppo musicale tedesco Blutengel, pubblicato nel 2011.

## Tracce
1. Tränenherz - Prologue – 3:03
2. Über Den Horizont – 4:17
3. The Lost Children – 4:30
4. Save Me – 4:51
5. Irgendwann – 4:48
6. The Watcher – 4:46
7. Ordinary Darkness – 5:44
8. Reich Mir Die Hand – 3:25
9. Down On My Knees – 5:11
10. Doomsday – 4:43
11. Undone – 3:49
12. The End – 6:07
13. Das Andere Ich – 5:56
14. Ein Augenblick – 5:11
15. Tränenherz - Outro – 2:39